# NGC 6679
NGC 6679 este o galaxie situată în constelația Dragonul. A fost descoperită în 25 octombrie 1885 de către Lewis A. Swift. Se află la o distanță de 94,95 de megaparseci de Pământ.